# Mouine Chaabani
Mouine Chaabani, né le 18 juin 1981 à Béja, est un footballeur tunisien évoluant au poste de défenseur central, puis reconverti en entraîneur.
En 2016, il est l’entraîneur adjoint d'Ammar Souayah à l'Espérance sportive de Tunis, puis de Faouzi Benzarti en 2017, et de Khaled Ben Yahia en 2018.
Le 10 octobre 2018, il devient à son tour entraîneur de l'Espérance sportive de Tunis, jusqu'au 22 juillet 2021. Le 12 février 2024, il devient entraîneur de la Renaissance sportive de Berkane. 

## Clubs

### Joueur
- 1998-2008 : Espérance sportive de Tunis (Tunisie)
- 2008-2009 : MKE Ankaragücü (Turquie)
- 2009-2010 : Club sportif de Hammam Lif (Tunisie)
- 2010-2011 : Al-Qadsiah Football Club (Arabie saoudite)
- 2011-2014 : Club sportif de Hammam Lif (Tunisie)

### Entraîneur
- 2014 : Club sportif de Hammam Lif (Tunisie)
- 2016-2018 : Espérance sportive de Tunis (Tunisie), entraîneur adjoint
- 2018-2021 : Espérance sportive de Tunis (Tunisie)
- 2021-2022 : Al-Masry Sporting Club (Égypte)
- 2023 : Ceramica Cleopatra Football Club (Égypte)
- 2023 : Espérance sportive de Tunis (Tunisie)
- depuis 2024 : Renaissance sportive de Berkane (Maroc)

## Palmarès

### En tant que joueur
ES Tunis
- Championnat de Tunisie : 2000, 2001, 2002, 2003, 2004 et 2006
- Coupe de Tunisie : 2006, 2007 et 2008
- Supercoupe de Tunisie : 2001

### En tant qu'entraîneur
ES Tunis
- Championnat de Tunisie : 2019, 2020 et 2021
- Supercoupe de Tunisie : 2018 et 2019
- Ligue des champions de la CAF : 2018 et 2019

 RS Berkane
- Championnat du Maroc : 2025
- Coupe de la confédération : 2025